# قائمة علماء الإسلام
تشمل قائمة علماء الإسلام ما يلي:

## القوائم
- قائمة علماء الإسلام المعاصرين
- قائمة عالمات الإسلام
- قائمة المؤرخين المسلمين
- قائمة الفقهاء المسلمين
- قائمة الفلاسفة المسلمين
- قائمة علماء الفلك المسلمين
- قائمة بمشاهير مقارني الأديان المسلمين
- قائمة علماء الرياضيات المسلمين
- قائمة العلماء في العالم الإسلامي في العصور الوسطى
- قائمة مفسري القرآن الكريم
- قائمة علماء المسلمين الشيعة في الإسلام
- قائمة المتحولين إلى الإسلام من علماء الإسلام

## أنظر أيضا
- العلماء والأوصياء والمرسلون والمفسرون للمعرفة الدينية في الإسلام
- العلامة، لقب فخري إسلامي للباحث
- الملا، رجل دين مسلم أو إمام مسجد
- قائمة الدعاة
- قائمة العلماء والعلماء العرب ما قبل الحداثة
- قائمة العلماء والعلماء الإيرانيين ما قبل الحداثة
- قائمة الفلاسفة والعلماء الأتراك
- الفلسفة الإسلامية
  - الفلسفة الإسلامية المبكرة
- أدب النصيحة الإسلامية
- قائمة المراجع الشيعية
- قائمة آيات الله

## روابط خارجية
- muslimheritage.com قائمة علماء المسلمين